# Mine de Tara
La mine de Tara est une mine souterraine de zinc située en Irlande. Avec 133 000 tonnes de zinc extraits en 2015, c'est la plus importante mine d'Europe pour cet élément. En 2015, elle emploie environ 600 personnes. De manière résiduelle, 17 000 t de plomb ont été extraits ainsi que 1 273 kg d'argent. Les minerais exploités sont situés dans une couche comprise entre 80 et 1000 mètres en dessous de la surface .